# 九十九王子 (阪南市)
本項目では、大阪府阪南市内に所在する九十九王子（くじゅうくおうじ）について述べる。

## 九十九王子とは
九十九王子（くじゅうくおうじ）とは、熊野古道、特に紀伊路沿いに在する神社のうち、主に12世紀から13世紀にかけて、皇族・貴人の熊野詣に際して先達をつとめた熊野修験の手で急速に組織された一群の神社をいい、参詣者の守護が祈願された。
しかしながら、承久3年（1221年）の承久の乱以降、京からの熊野詣が下火になり、そのルートであった紀伊路が衰退するとともに、荒廃と退転がすすんだ。室町時代以降、熊野詣がかつてのような卓越した地位を失うにつれ、この傾向はいっそう進み、近世紀州藩の手による顕彰も行なわれたものの、勢いをとどめるまでには至らなかった。さらに、明治以降の神道の国家神道化とそれに伴う合祀、市街化による廃絶などにより、旧社地が失われたり、比定地が不明になったものも多い。
本記事では、これら九十九王子のうち、比定地が大阪府阪南市内に推定される王子を扱う。

## 九十九王子
阪南市内の九十九王子は2社。

### 地蔵堂王子

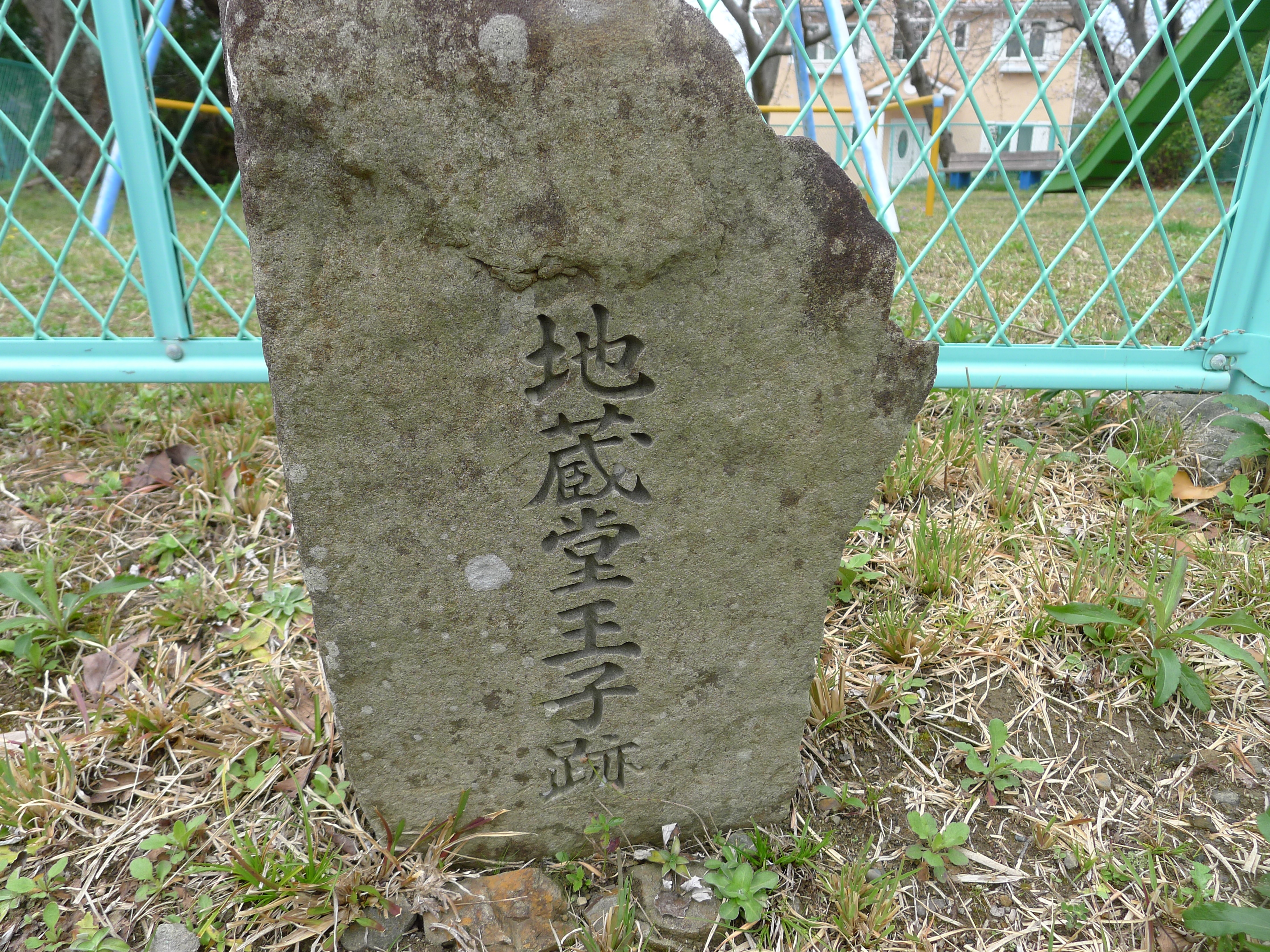
地蔵堂王子跡

信達王子から南西に1.5km進んで山中川の流れに行き当たり、和泉鳥取駅の近くの交差点から、山中川右岸に沿う小道を500mほど行くと、川がくの字に曲がる辺りが崖になっている。この崖は、古くは琵琶ヶ崖と呼ばれ、地蔵堂が崖の南側にあったと言われており（『大阪府史蹟名称天然記念物』）、近くの住宅街の中に標示板が設けられている。
早い時期に退転したものと見られ、山中村地福寺に移され（『和泉名所図会』）、子安地蔵として祀られたものが現存している。

### 馬目王子

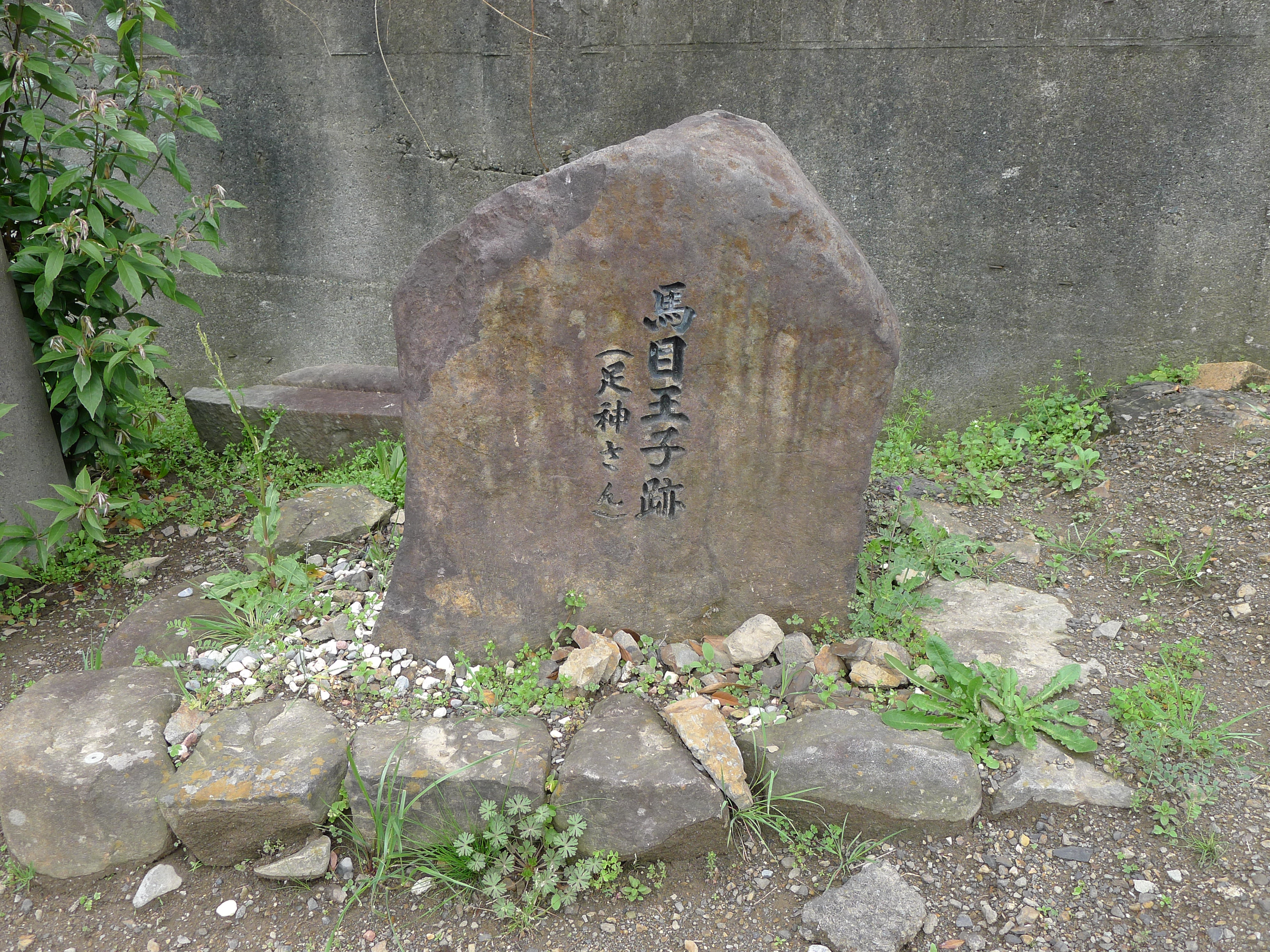
馬目王子跡

地蔵堂王子からさらに山中川を上流にさかのぼり、山中渓駅の北側で阪和線の線路が山中川を越えた辺りの西側辺りに旧社地がある。ウハ目王子（後鳥羽院参詣記・建仁元年（1201年）10月8日条）・宇麻目王子（『民経記』）などの別称あり。
『東鳥取村誌』によれば
とある。
1908年（明治41年）に鳥取神社（阪南市石田）に合祀された後、旧社地は払い下げられ、阪和線の開通時の工事で切り崩されて平地となった。『大阪史蹟名勝天然記念物』によれば、石祠と鳥居が残っていたようだが、石祠のみ、近隣の民家の敷地に移されて祀られているという。

## 周辺情報
泉南市の長岡王子と地蔵堂王子の間に大阪府下では唯一古道の趣を残している琵琶岸懸がある。

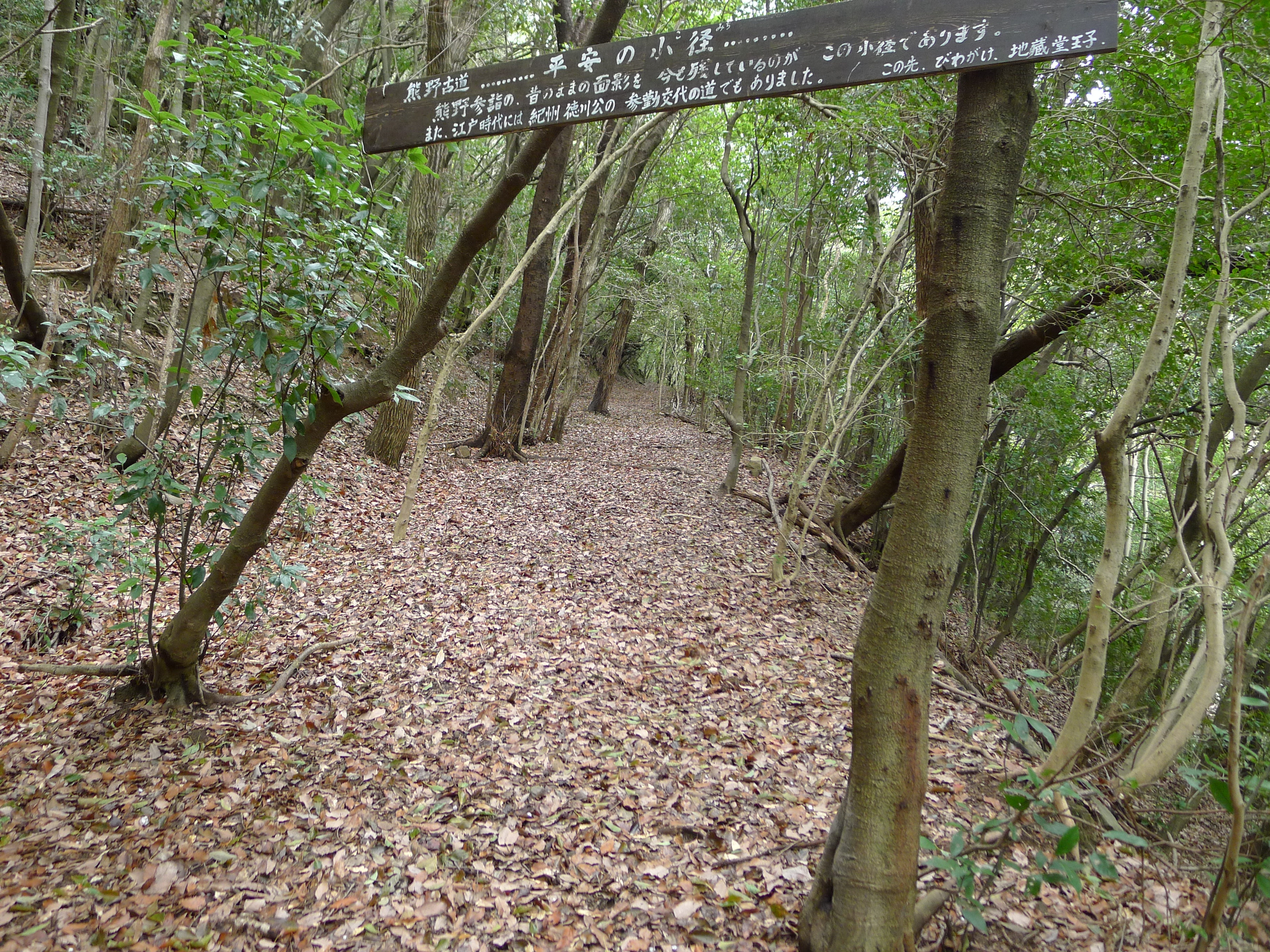
熊野古道・平安の小径
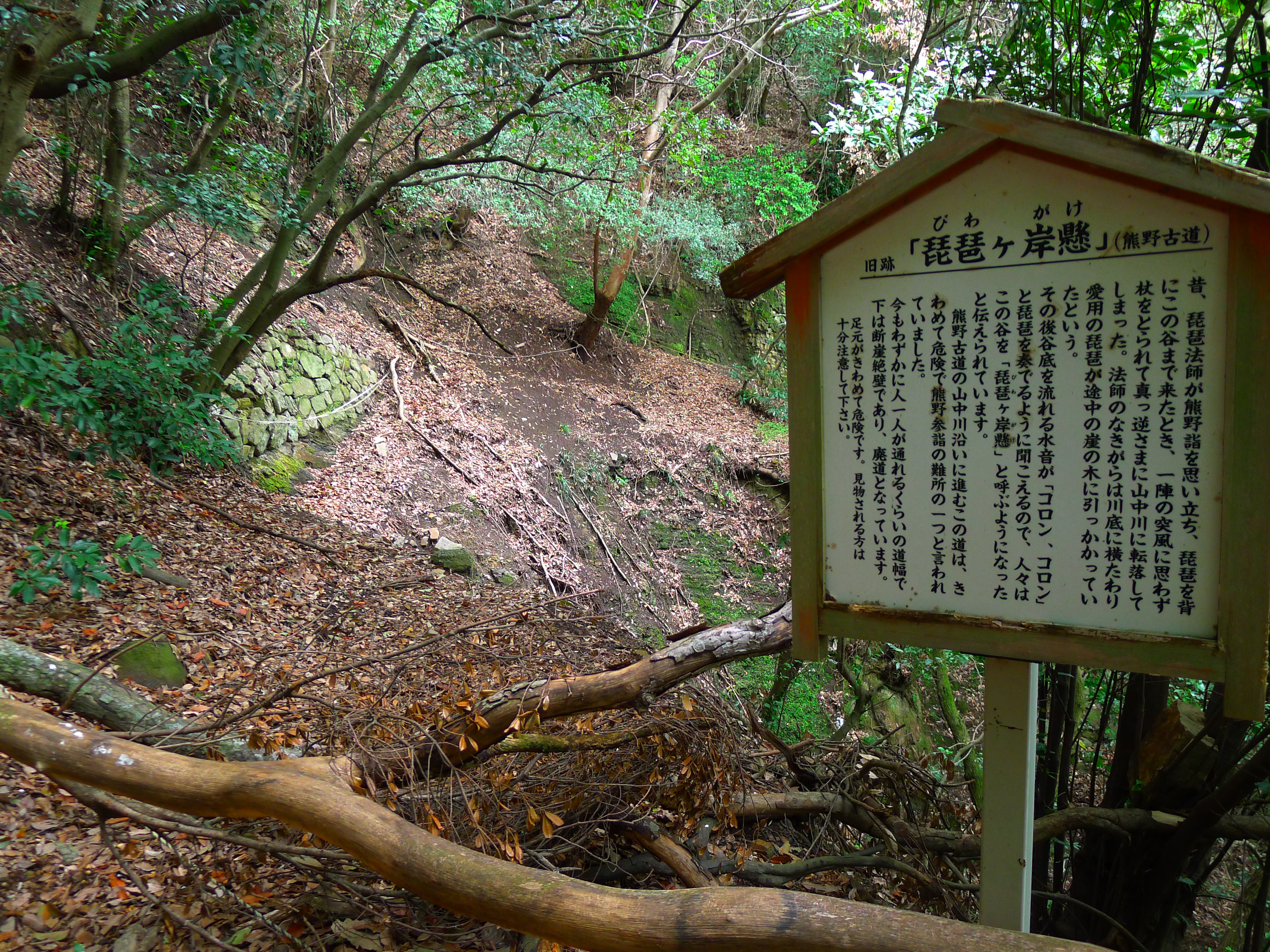
琵琶岸懸

## 注
1. 1 2  長谷川[2007:52]。
2. 1 2 3  西[1987: 90]。
3. ↑  平凡社[1998: 1510]。
4. ↑  平凡社[1998: 1526]。
5. ↑  長谷川[2007: 54]。